# Tipula (Eumicrotipula) platytergata
Tipula (Eumicrotipula) platytergata is een tweevleugelige uit de familie langpootmuggen (Tipulidae). De soort komt voor in het Neotropisch gebied.